# Nach der Probe
Nach der Probe (Originaltitel Efter repetitionen) ist ein schwedisch-deutscher Fernsehfilm von Ingmar Bergman aus dem Jahr 1983.

## Handlung
Der alternde Theaterregisseur Henrik Vogler studiert eine Aufführung von August Strindbergs Drama Ein Traumspiel ein. Nach der Probe hängt er seinen Gedanken nach. Anna Egerman, die junge Hauptdarstellerin des Stücks, kehrt unter einem Vorwand ins Theater zurück. Es entspinnt sich ein Dialog, in dessen Verlauf Anna von ihrer Abneigung gegen ihre an ihrem Alkoholismus verstorbene Mutter Rakel spricht. Rakel war Henriks einstige Geliebte und Star seiner Inszenierungen. Gegenwart und Vergangenheit, Realität und Fantasie vermischen sich: Rakel tritt auf, versucht Henrik zu verführen. Als dieser ablehnt, verfällt sie in eine bittere Anklage gegen ihren Mann, ihre Tochter Anna und Henrik. Nach Rakels Abgang setzen Henrik und Anna ihre Unterhaltung fort. Anna berichtet von ihrer zerbrechenden Beziehung und ihrer Abtreibung, die sie vielleicht ihrem Freund, vielleicht ihrer Karriere zuliebe, hat vornehmen lassen. Gemeinsam malen Henrik und sie sich aus, wie sich die Beziehung zwischen ihnen entwickeln würde, wenn sie sich auf eine Affäre einlassen würden, von den vorsichtigen Anfängen über kurze Leidenschaften und Eifersuchtsszenen bis zum Bruch nach der Premiere. Über ihre Unterhaltung hat Anna ihren Probetermin bei einer Radiosendung vergessen; sie verlässt das Theater, Henrik verfällt wieder in seine Grübeleien.

## Hintergrund
Nach der Probe entstand in den „Filmhuset studios“ des Schwedischen Filminstituts, Stockholm. Bergman beschrieb die Dreharbeiten als „lustlos“, da er gleich mit zweien seiner langjährigen Stammdarsteller, Erland Josephson und Ingrid Thulin, Schwierigkeiten hatte. Seine Unzufriedenheit mit den Ergebnissen veranlasste ihn, den fertigen Film um zwanzig Minuten auf 72 Minuten Laufzeit zu kürzen. Nach der Probe war auch der letzte gemeinsame Film mit seinem langjährigen Kameramann Sven Nykvist.
Bergman hatte angekündigt, dass sein Film Fanny und Alexander (1982) sein letzter Kinofilm bleiben sollte. Der ausschließlich für das Fernsehen produzierte Nach der Probe lief außer Konkurrenz auf den Internationalen Filmfestspielen von Cannes 1984 und auf dem Münchner Filmfest. Der Film wurde am 9. April 1984 im schwedischen Fernsehen und am 22. April 1985 in Deutschland im ZDF ausgestrahlt. Da Produzent Jörn Donner auch die Kinoaufführungsrechte an den US-amerikanischen Verleiher Triumph Films verkauft hatte, wurde dieser trotz Bergmans Protest in den USA im Kino gezeigt. Auch in Frankreich lief er im Kino, unter dem Titel Après la répétition.

## Parallelen in Bergmans Werk
Die Namen Vogler und Egerman verwendete Bergman bereits in früheren Filmen, so unter anderem in Das Gesicht. Dort versucht Frau Egerman ihren Gast Herrn Vogler, Kopf des „Magnetischen Heiltheaters“, zu verführen.

## Kritiken
„Obwohl ein reines Dialogstück mit einem einzigen Handlungsort, eine meisterhafte (Fernseh-)Inszenierung von Ingmar Bergman. Mit einfachsten Mitteln werden komplizierte Zusammenhänge und sogar verschiedene Zeitebenen scheinbar leichthändig und unprätentiös zu einer psychologisch tiefgründigen Reflexion über das Theater, die Rollen, die Beziehungen zwischen den Darstellerinnen und ihrem Regisseur, zwischen Kunst und Leben verdichtet.“